# 사천 단종 태실지
사천 단종 태실지(泗川 端宗 胎室地)는 대한민국 경상남도 사천시 곤명면 은사리, 조선 제6대 왕인 단종(재위 1452∼1454)의 태(胎)를 봉안하는 태실이 있던 곳이다. 1975년 2월 12일 경상남도의 기념물 제31호 단종 태실지로 지정되었다가, 2018년 12월 20일 현재의 명칭으로 변경되었다.

## 개요
조선 제6대 왕인 단종(재위 1452∼1454)의 태(胎)를 봉안하는 태실이 있던 곳이다.
조선 왕실에서는 태를 사람 신체 가운의 근원이라고 생각한 도교사상과 풍수지리설에 바탕을 두고, 왕자나 공주가 태어났을 때 태를 묻기 위해 태실도감을 설치하였다. 그리고 태를 봉안할 명당을 물색하고 안태사를 보내어 태를 안치하였다. 특히 다음 왕위를 이어갈 왕자나 왕세손 등의 태실은 석실을 만들어 보관하였다.
현재 단종의 태실터에는 민간인의 무덤이 들어섰으며, 영조 9년(1733)에 세운 태실비와 태실석재 일부만이 한데 모아져 보호되고 있다.

## 참고 문헌
- 단종태실지 - 국가유산청 국가유산포털